# Windschutzscheibe

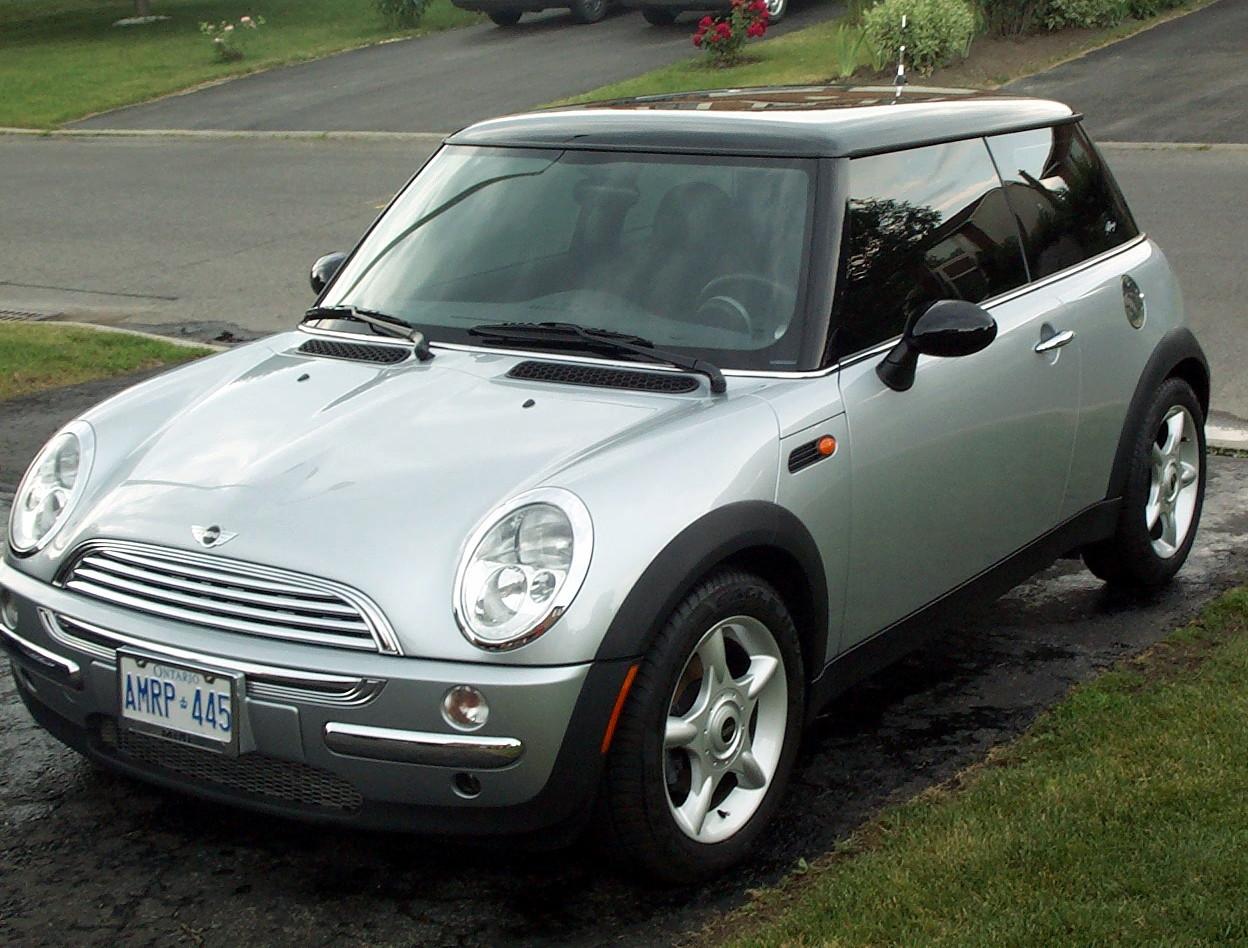
Mini Cooper mit Windschutzscheibe und Scheibenwischer

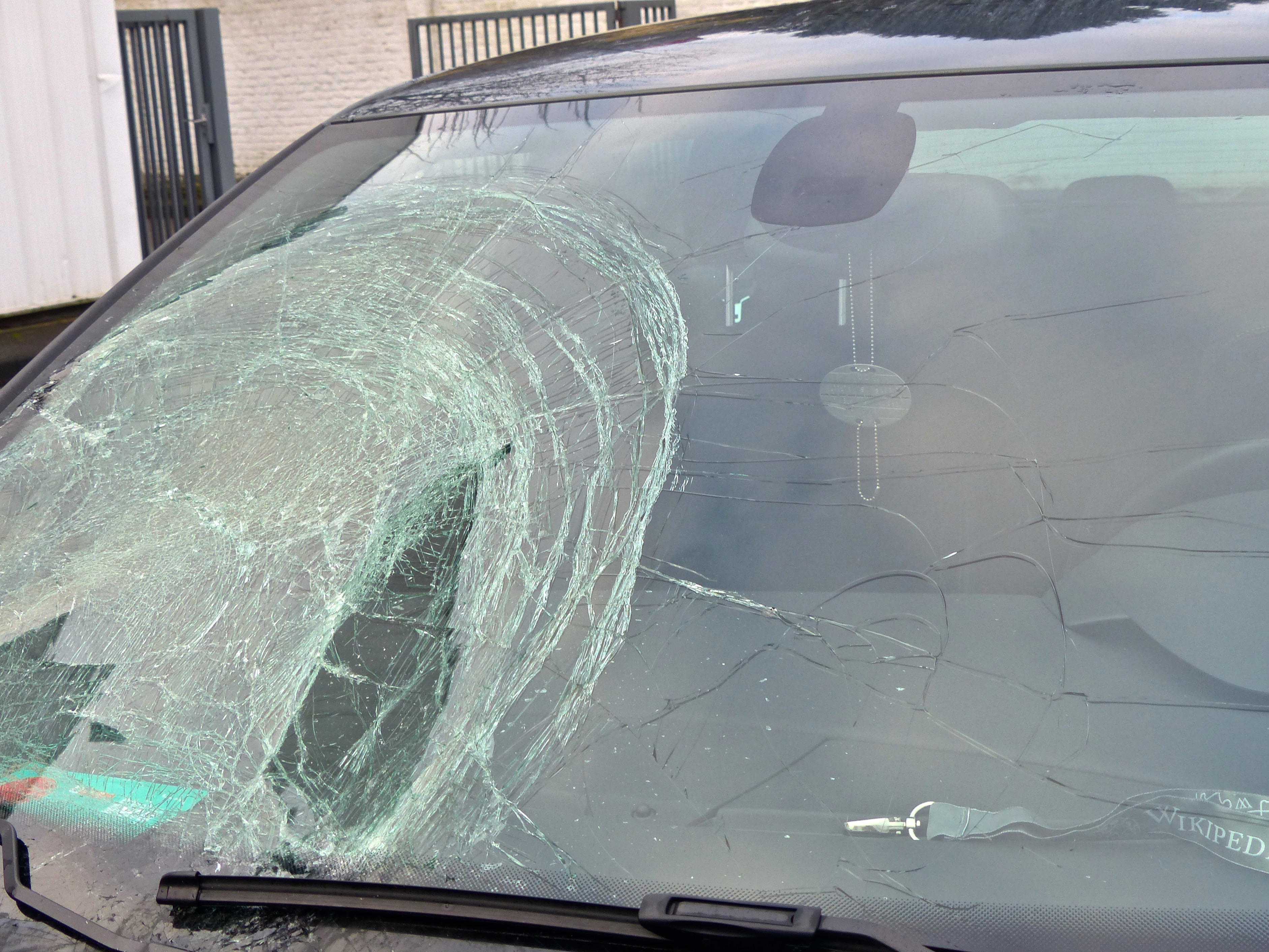
Durch Eisschlag zerstörte Windschutzscheibe

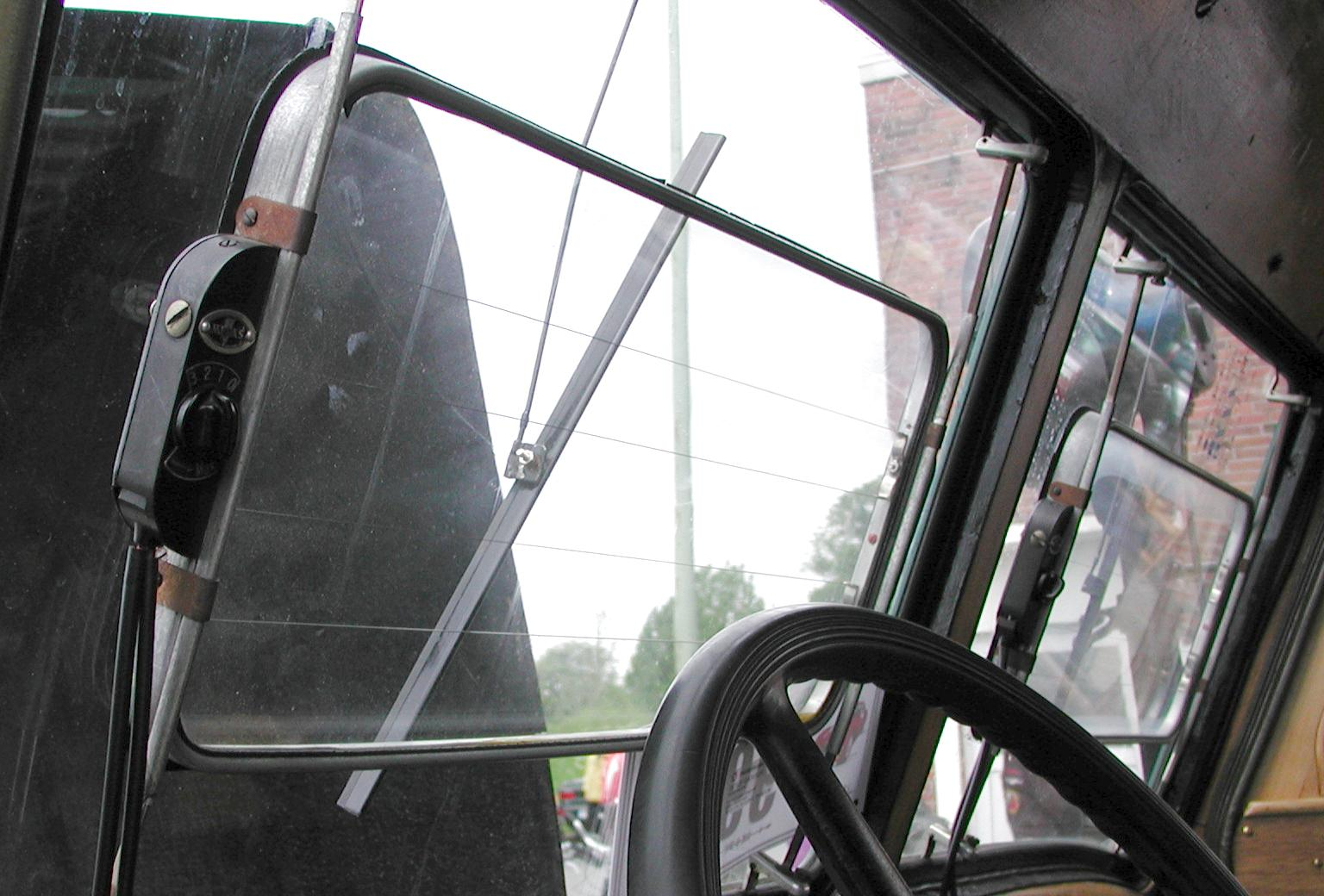
Scheibenheizung bei einem Oldtimer Opel Blitz LF15

Die Windschutzscheibe (auch Frontscheibe) ist eine Glasscheibe, die dem Führer eines Fahrzeuges die Sicht nach vorne ermöglicht und ihn vor Wind, Wetter und Teilchen im Luftstrom schützt. Sie wird meist aus Verbundglas ausgeführt. Der Wechsel von Einscheiben-Sicherheitsglas (ESG) zu Verbund-Sicherheitsglas führte zu einer erhöhten Sicherheit der Insassen. Die Anforderungen an Windschutzscheiben bzw. Frontscheiben sind höher als die Anforderungen an alle anderen Scheiben. Dies liegt unter anderem daran, dass die Frontscheiben die ausgelösten Airbags abstützen müssen und somit den Schutz der Fahrgäste bei einem Unfall maßgeblich beeinflussen. Die Anforderungen an die Scheibenklebstoffe sind bei Frontscheiben besonders hoch, weswegen oft Polyurethanklebstoffe eingesetzt werden.

## Montage
Die Windschutzscheibe wird in den Windschutzscheibenrahmen mit Gummiprofilen schwimmend befestigt oder bei modernen Fahrzeugen ein- oder aufgeklebt oder selten auch eingeschraubt. Sie trägt dann maßgeblich zur Torsionssteifigkeit eines Fahrzeuges bei und ist damit ein tragendes Teil der Karosserie.

## Design
Die Wölbung, Größe und Tönung der Windschutzscheibe stellen außerdem ein wichtiges Designelement dar. Sie werden durch gesetzliche Vorgaben und das Herstellverfahren eingeschränkt.

## Reinigung
Man muss zwischen der Reinigung auf der Außenseite und der Reinigung auf der Innenseite der Windschutzscheibe unterscheiden. Auf der Außenseite erfolgt die Reinigung oft während der Fahrt. Im Regen genügen meistens die Scheibenwischer, um die Windschutzscheibe (weitgehend) frei von Wasser zu halten und die Sicht des Fahrers zu gewährleisten. Bei Nieselregen, beim Fahren auf feuchten Straßen und bei winterlichen Straßenverhältnissen dient zur Reinigung der Scheibe die heute standardmäßige Scheibenwaschanlage. Diese kann auch bei trockenem Wetter zur Reinigung der Scheibe von Schmutz, Staub, toten Insekten und Vogelexkrementen eingesetzt werden. Weitere Möglichkeiten zur Reinigung der Windschutzscheibe von außen bieten sich beim Tankstopp mittels Waschwasser, Schwamm und Gummiwischer und im Rahmen der generellen Außenreinigung des Fahrzeugs, z. B. in einer Waschanlage. Die Entfernung von Eis geschieht gewöhnlich vor Fahrtantritt mithilfe eines Eiskratzers.
Die Reinigung der Windschutzscheibe von innen ist gewöhnlich seltener nötig als von außen. Auf der Innenseite einer Windschutzscheibe bildet sich mit der Zeit ein zunächst kaum sichtbarer „Nebelschleier“, der sich aber im Lauf von wenigen Wochen so weit verstärken kann, dass er bei Gegenlicht mit tief stehender Sonne zu einer erheblichen Sichtbehinderung führt. Einfache Gegenmaßnahme ist das gelegentliche, am besten vorsorgliche Abwischen der Innenseite der Scheibe (möglichst nicht während der Fahrt) mit einem sauberen, trockenen Tuch. Bei stärkerer Verschmutzung kann man auch ein Glasreinigungsmittel verwenden.

## Beschlagschutz
Zur Vermeidung des Beschlagens durch Feuchtigkeit kann die Windschutzscheibe mit Warmluft angeströmt werden. Noch besser lassen sich die Scheiben mit eingeschalteter Klimaanlage beschlagfrei halten. Bei einigen PKW-Modellen kann die Scheibe elektrisch beheizt werden. Dies erfolgt entweder durch eine elektrisch leitende Beschichtung des Glases oder durch in die Verbundfolie eingelegte, sehr feine Drähte. Bei älteren Fahrzeugen, die oft eine noch nicht so leistungsfähige Lüftungs-, Heizungs- oder Klimaanlage hatten, wurden auch Tücher oder Schwämmchen mit Antifog verwendet.

## Antenne
Bei manchen Modellen ist eine Antenne für das Autoradio in die Windschutzscheibe integriert.

## Reparatur
Bei Verbundglas kann man, im Gegensatz zum Einscheiben-Sicherheitsglas, kleinere Steinschläge oft in einer Fachwerkstatt reparieren lassen.